# 1532

## Události
- požár v Chambery ve Francii, kde bylo uloženo Turínské plátno.
- 5. srpna – Obléhání Günsu v Rakouské říši začíná, když se osmanská armáda pod vedením sultána Sulejmana Nádherného pokouší dobýt město Güns (nyní Kőszeg v Maďarsku) se 100 000 vojáky, aby zahájila větší invazi do rakouského města Vídně, hlavního města Svaté říše římské. Obránci, necelých 800 chorvatských vojáků pod velením Nikoly Jurišiće, kladou úspěšný odpor, přestože jsou v přesile více než 100 ku 1.[1]

## Narození
Česko
- 7. října – Vojtěch z Pernštejna, moravský šlechtic († 17. července 1561)
- ? – Vilém Trčka z Lípy, příslušník českého šlechtického rodu († 1569)
- ? – Šimon Proxenus, český spisovatel, univerzitní profesor a právník († 7. prosince 1575)
- ? – Jiří Bořita z Martinic, vysoký úředník Království českého († 22. ledna 1598)
- ? – Václav Krocín starší z Drahobejle, primátor Starého Města pražského († 23. prosince 1605)

Svět
- 14. srpna – Magdalena Habsburská, rakouská arcivévodkyně, dcera císaře Ferdinanda I. († 10. prosince 1590)
- 22. listopadu – Anna Dánská, dánská princezna a sňatkem saská kurfiřtka († 1585)
- 10. prosince – Orazio Samacchini, italský manýristický malíř († 1577)
- ? – Orlando di Lasso, vlámský hudební skladatel († 1594)
- ? – Giacomo della Porta, italský architekt a sochař († 1602)
- ? – František Esterházi, uherský šlechtic, podžupan Bratislavské župy († 1604)

## Úmrtí
- 29. února – Jan III. z Rožmberka, český šlechtic a vladař domu rožmberského (* 24. listopadu 1484)
- 27. března – Jan II. Opolský, opolský, tošecký a ratibořský kníže (* před 1466)
- 8. července – Andrea Briosco, italský sochař, zlatník, medailér a architekt (*1. dubna 1470)
- ? – Huáscar, vládce incké říše Tahuantinsuyu (* ?)
- ? – Piri Mehmed Paša, osmanský státník a velkovezír (* 1465)

## Hlavy států
- České království – Ferdinand I.
- Svatá říše římská – Karel V.
- Papež – Klement VII.
- Anglické království – Jindřich VIII. Tudor
- Francouzské království – František I.
- Polské království – Zikmund I. Starý
- Uherské království – Ferdinand I. – Jan Zápolský
- Španělské království – Karel V.
- Burgundské vévodství – Karel V.
- Osmanská říše – Sulejman I.
- Perská říše – Tahmásp I.